# Glycera oxycephala
Glycera oxycephala är en ringmaskart som beskrevs av Ehlers 1887. Glycera oxycephala ingår i släktet Glycera och familjen Glyceridae. Arten har ej påträffats i Sverige. Inga underarter finns listade i Catalogue of Life.